# アスクレピオスの杖

アスクレピオスの杖

アスクレピオスの杖（アスクレピオスのつえ、英語: Rod of Asclepius）とは、ギリシア神話に登場する名医 アスクレーピオス（アスクレピオス）の持っていた蛇（クスシヘビ）の巻きついた杖。医療・医術の象徴として世界的に広く用いられているシンボルマークである。『世界大百科事典』によると、しばしば「杖にからむ蛇」として表される螺旋（らせん）は生命力や権威などを象徴しており、「ギリシアの医療神アスクレピオスの持つ杖や、ヘルメス神の持物のケーリュケイオン（カドゥケウス）における二重の蛇の螺旋は、いずれも超自然的な力を示す」という。
欧米では医の象徴として世界保健機関（WHO）、アメリカ医師会（AMA）等のマークにも使われている。薬学のシンボルとして薬局の看板などに用いる国もあるが、薬学のシンボルとしては「ヒュギエイアの杯」（ヒギエイアの杯）が一般的である。
また、このマークは世界各国で救急車の車体に描かれていたり、軍隊や準軍事組織等で軍医や衛生兵などの兵科記章や資格章・特技章に用いられていることも多い。日本の陸上自衛隊でも衛生科職種の職種き章（徽章）に用いられている。また日本医師会の紋章は乳鉢と乳棒の形に曲がりくねった蛇を意匠にしているが「アスクレピオスの杖」に由来している。
フィクションの世界でも、『スタートレック』において宇宙艦隊医療部の記章として使用されているなどの例が見られる。

## カドゥケウス（ケーリュケイオン）との関係

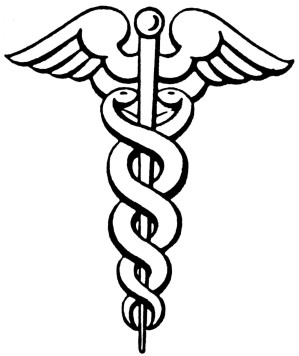
ケリュケイオン（カドゥケウス）

『世界大百科事典』の「ケーリュケイオン（カドゥケウス）」の項目では、「ギリシアの医神アスクレピオスは大地的治癒力を伝える蛇のからんだ杖を持っていた」と書かれている。最も有名なカドゥケウスはヘルメースの杖とされており、カドゥケウスが象徴するものは平和・医術・医学・医師・商業・発明・雄弁・旅・錬金術など。
「アスクレピオスの杖」は「カドゥケウス」（ギリシア語：ケーリュケイオン）とデザインがよく似ているが、両者は別のものである（前者はヘビが1匹であるのに対し、後者はヘビが2匹で杖の上に翼が付いている）。ただ、二者の混同は欧米においてもしばしば見られる。カドゥケウスは杖に翼が付いているため装飾性が高く、軍隊でも翼付きの「ウイングマーク」がしばしば用いられるため、デザイン上あえてそちらを選択する例もある。日本国内の例を挙げると、防衛医科大学校の校章が「ケリュケイオンの杖」に酷似しているが、公には平和の象徴である鳩と蛇杖を組み合わせたものとされている。

## ギャラリー

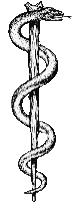
アスクレピオスの杖
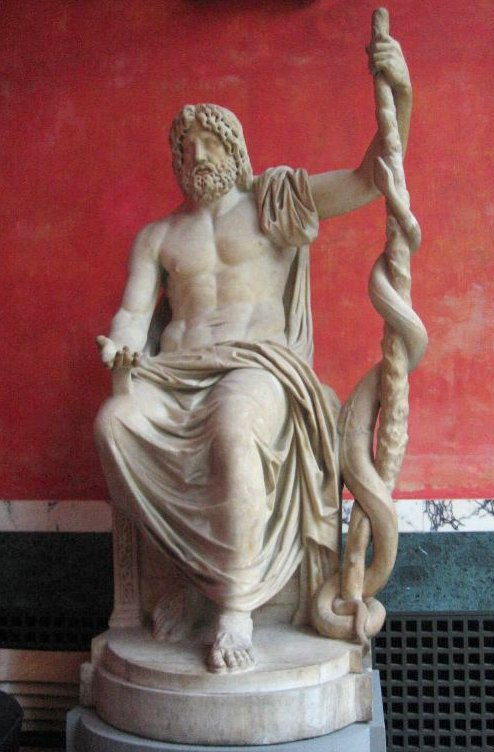
アスクレピオスの座像
スター・オブ・ライフ
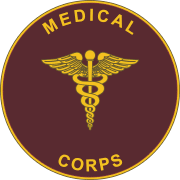
アメリカ陸軍医療部隊のバッジ
世界保健機関（WHO）の旗

## 符号位置
| 記号 | Unicode | JIS X 0213 | 文字参照         | 名称                 |
| ---- | ------- | ---------- | ---------------- | -------------------- |
| ⚕    | U+2695  |            | &#x2695; &#9877; | STAFF OF AESCULAPIUS |